# アンドロステノン
アンドロステノン (androstenone) はオス、メスを問わず汗に含まれるステロイドである。
人によって異なるが、不快な、甘い、尿のような、あるいは森林のようなにおいを持つとされ、花のような良いにおいであるという者さえいる。成人男性の 60%、成人女性の 40% はアンドロステノンのにおいを感じることができないが、初めてかいだ時に感じなかった場合でも繰り返し被曝することによって感じるようになることもあるとされる。
哺乳類のフェロモンとして最初に同定された化合物である。オスブタの唾液に多く含まれ、興奮状態のメスブタがこれをかぐと交尾姿勢をとる。オスブタの臭気における活性成分であり、メスブタが人工授精を行うのに適した状態になっているかどうかを計る薬剤として畜産家向けに市販されている。
ヒトに対してもフェロモンとして作用する可能性が提唱され、特に性的誘引物質として働くのではないかと想像されているが、そのような主張を裏付けるような科学的データは乏しい。
2007年、アンドロステノンを特異的に認識する受容体遺伝子がヒトで同定された。アンドロステノンへの反応は OR7D4 と呼ばれる嗅覚受容体遺伝子の配列と大きく相関し、一般的な配列を持つ人にとってアンドロステノンは不快臭である一方、遺伝子上の2箇所にSNPsが存在する人とってはあまり不快でなく、ときにはバニラの匂いのようにも感じるとされる。